# Naevipenna
Naevipenna é um gênero de mariposa pertencente à família Acrolophidae.